# Henriette Louise von Kawaczynski
Henriette Louise von Kawaczynski, geborene Henriette von Pieglowski, verwitwete Henriette Schäffer (22. April 1790 in Gardelegen – 25. September 1864 in Coburg) war eine deutsche Kinderdarstellerin, Tänzerin und Theaterschauspielerin.

## Leben
Kawaczynski war die Tochter eines preußischen Hauptmannes, der nach Magdeburg verlegt wurde. Im Alter von zehn Jahren trat sie der Ruthschen Schauspieler- und Kindergesellschaft bei, mit der sie bis zu ihrem 18. Lebensjahr Deutschland und die Schweiz bereiste. Später spielte sie im Fach der ersten Liebhaberin, zeichnete sich aber auch als erste Solotänzerin aus. 1816 heiratete sie den Schauspieldirektor Franz Schäffer in Freiburg, wo sie gerade engagiert war. Es waren besonders die Partien der Heldinnen und Salondamen, die ihren Ruf begründeten.  Als ihr Ehemann 1831 starb, heiratete sie Friedrich Wilhelm von Kawaczynski. 1834 nahm sie ein Engagement am Hoftheater in Coburg an, wo sie 16 Jahre in chargierten und Mütterrollen wirkte und in allen Gesellschaftsschichten sehr geschätzt wurde. 1850 wurde sie pensioniert. 
Henriette Louise von Kawaczynski starb am 25. September 1864 in Coburg.